# Субкоманданте Элиса
Субкоманданте Элиса (настоящее имя Мария Глория Бенавидес Гевара Элорриага, исп. Subcomandante Elisa — María Gloria Benavides Guevara Elorriaga, родилась в январе 1955, Монтеррей, Нуэво-Леон) — мексиканская революционерка, до своего ареста была одним из руководителей САНО, ныне занимается организацией политической деятельности легального крыла сапатистского движения. Жена Хавьера Элорриаги.

## Биография
Родилась в январе 1955 года в городе Монтеррей штата Нуэво-Леон. В молодости присоединилась к повстанческому движению и первый раз была арестована в 1974 году (при аресте был убит её первый муж). После выхода на свободу она вновь присоединилась к повстанцам и вновь была арестована (во время этого ареста были убиты её второй муж и дочь).
В начале 1980-х она обучала крестьян различных деревень штата Чьяпас, где познакомилась с Хавьером Элорриагой. Вскоре они поженились, но в начале 1990-х Мария была отправлена в Мехико для работы в университете и распространения там информации САНО. В 1993 году у неё родился сын.
В феврале 1994 года она в очередной раз была арестована в связи с восстанием в Чьяпасе, однако под давлением общественности обвинения сняты, и Мария Глория выпущена из тюрьмы.